# Relazioni bilaterali tra Estonia e Lettonia
Le relazioni tra Estonia e Lettonia vantano radici molto profonde: i due stati baltici più settentrionali condividono oggi 343 km di confine comune. I collegamenti tra Estonia e Lettonia sono soprattutto storici, essendo state entrambe governate dal XIII secolo dall'ordine di Livonia, dalla Confederazione polacco-lituana, dalla Svezia e, infine, fino all'indipendenza nel 1918, dall'Impero russo. Entrambe le repubbliche affrontarono tre occupazioni tra 1940 e 1991, ovvero due sovietiche (1940-1941 e 1944-1991) e una tedesca. Entrambi i paesi hanno ristabilito le relazioni diplomatiche il 3 gennaio 1992 e ad oggi tutti e due contano un'ambasciata nelle rispettive capitali, Tallinn e Riga.

## Appartenenza comune
Entrambi i paesi sono membri del Consiglio del mar Baltico, della NATO e dell'Unione europea. Prima che le due nazioni entrassero a far parte di quest'ultima, figuravano assieme alla Lituania nell'Area baltica di libero scambio dal 1994 al 2004. La valuta è comune, in quanto l'Estonia adottò l'Euro nel 2011, mentre la Lettonia nel 2014.

## Commercio

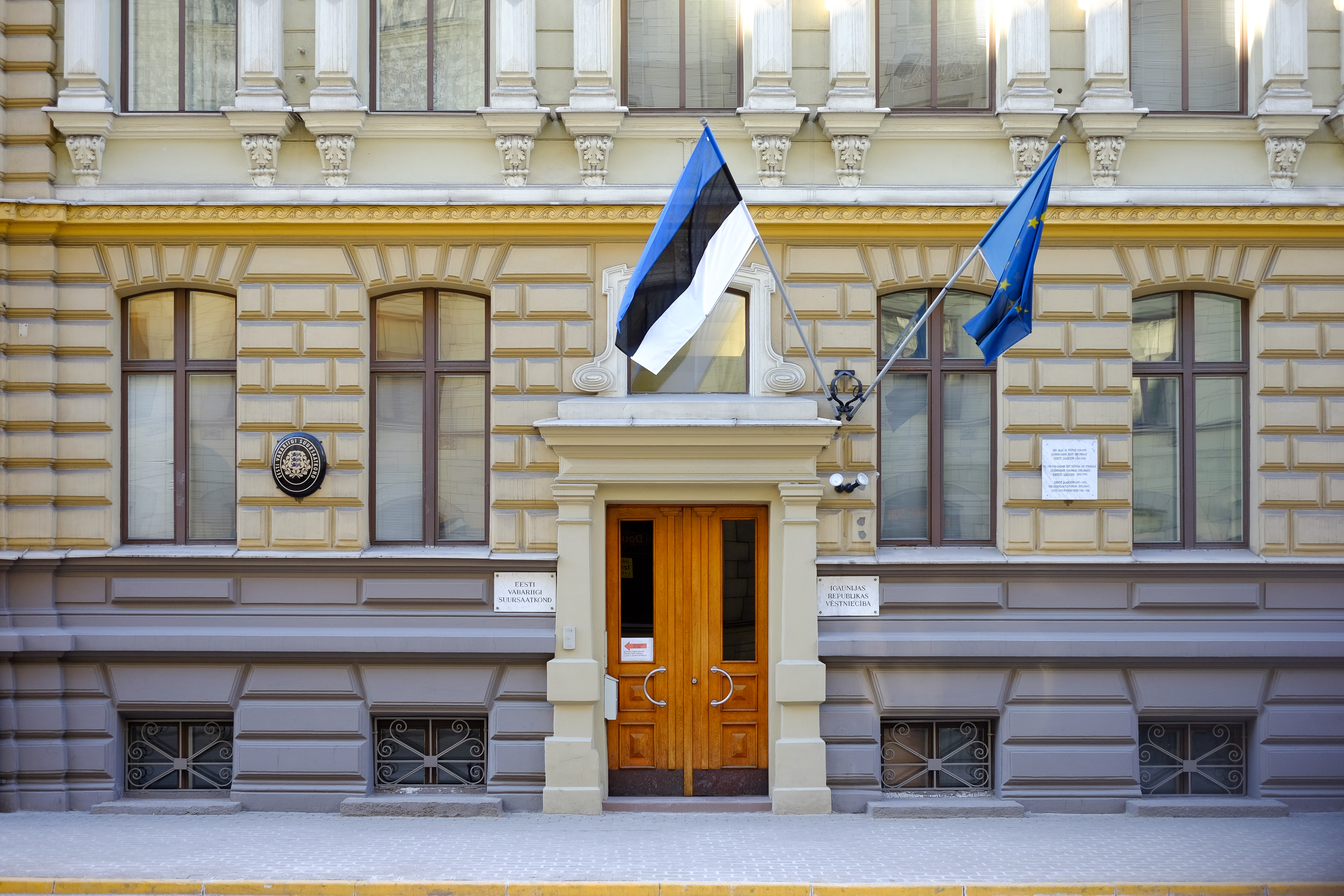
Ambasciata dell'Estonia a Riga

Nel 2006, la Lettonia rappresentava il 3% delle esportazioni estoni. La Lettonia rappresentava il 5% delle importazioni estoni.

## Accordi
Esistono almeno 15 accordi bilaterali sottoscritti tra i 2 paesi, molti dei quali firmati trilateralmente con la Lituania.

### Cooperazione militare
I tre paesi baltici hanno firmato un accordo di difesa trilaterale il 12 febbraio 1995.